# Campeonato de Portugal de hockey sobre patines

## Campeones Nacionales
| Año                                           |                                               | Tabla de clasificaciones                      | Tabla de clasificaciones                      | Tabla de clasificaciones                      | Tabla de clasificaciones                      |
| Año                                           | Campeón                                       | Subcampeón                                    | Tercer clasificado                            | Cuarto clasificado                            |                                               |
| Campeonato de Portugal de ámbito metrpolitano | Campeonato de Portugal de ámbito metrpolitano | Campeonato de Portugal de ámbito metrpolitano | Campeonato de Portugal de ámbito metrpolitano | Campeonato de Portugal de ámbito metrpolitano | Campeonato de Portugal de ámbito metrpolitano |
| --------------------------------------------- | --------------------------------------------- | --------------------------------------------- | --------------------------------------------- | --------------------------------------------- | --------------------------------------------- |
| 1938/1939                                     | Sporting C.P.                                 | C. Infante de Sagres                          |                                               |                                               |                                               |
| 1939/1940                                     | C Futebol Benfica                             | C. Infante de Sagres                          |                                               |                                               |                                               |
| 1940/1941                                     | C Futebol Benfica                             | C.D. Paço d'Arcos                             | Estrela e Vigorosa Sport                      | C. Infante de Sagres                          |                                               |
| 1941/1942                                     | C.D. Paço d'Arcos                             | C Futebol Benfica                             |                                               |                                               |                                               |
| 1942/1943                                     | C Futebol Benfica                             | Académico F.C.                                | C.D. Paço d'Arcos                             | C. Infante de Sagres                          |                                               |
| 1943/1944                                     | C.D. Paço d'Arcos                             | H.C. Sintra                                   | Académico F.C.                                | C. Infante de Sagres                          |                                               |
| 1944/1945                                     | C.D. Paço d'Arcos                             | H.C. Sintra                                   | C Futebol Benfica                             | S.L. Benfica                                  |                                               |
| 1945/1946                                     | C.D. Paço d'Arcos                             | H.C. Sintra                                   | C. Infante de Sagres                          | Académico F.C.                                |                                               |
| 1946/1947                                     | C.D. Paço d'Arcos                             | H.C. Sintra                                   | C. Infante de Sagres                          | Académico F.C.                                |                                               |
| 1947/1948                                     | C.D. Paço d'Arcos                             | H.C. Sintra                                   | C. Infante de Sagres                          | AD Oeiras                                     |                                               |
| 1948/1949                                     | H.C. Sintra                                   | C.D. Paço d'Arcos                             | S.L. Benfica                                  | C. Infante de Sagres                          |                                               |
| 1949/1950                                     | H.C. Sintra                                   | C.D. Paço d'Arcos                             | S.L. Benfica                                  | C. Infante de Sagres                          |                                               |
| 1950/1951                                     | S.L. Benfica                                  | C.D. Paço d'Arcos                             | HC Sintra                                     | C. Infante de Sagres                          |                                               |
| 1951/1952                                     | S.L. Benfica                                  | C.D. Paço d'Arcos                             | HC Sintra                                     | C. Infante de Sagres                          |                                               |
| 1952/1953                                     | C.D. Paço d'Arcos                             | C.A. Campo de Ourique                         | C. Infante de Sagres                          | S.L. Benfica                                  |                                               |
| 1953/1954                                     | C.A. Campo de Ourique                         | S.L. Benfica                                  | C.D. Paço d'Arcos                             | H.C. Sintra                                   |                                               |
| 1954/1955                                     | C.D. Paço d'Arcos                             | S.L. Benfica                                  | C.A. Campo de Ourique                         | C. Infante de Sagres                          |                                               |
| 1955/1956                                     | S.L. Benfica                                  | C. Infante de Sagres                          | Académico F.C.                                | C.D. Paço d'Arcos                             |                                               |
| 1956/1957                                     | S.L. Benfica                                  | GDS Cascais                                   | C.D. Paço d'Arcos                             | H.C. Sintra                                   |                                               |
| 1957/1958                                     | H.C. Sintra                                   | C.D. Paço d'Arcos                             | S.L. Benfica                                  | C. Infante de Sagres                          |                                               |
| 1958/1959                                     | H.C. Sintra                                   | C.A. Campo de Ourique                         | C.D. Paço d'Arcos                             | S.L. Benfica                                  |                                               |
| Campeonato de Portugal de ámbito colonial     |                                               |                                               |                                               |                                               |                                               |
| 1959/1960                                     | SL Benfica                                    | CD Paço d'Arcos                               | CA Campo de Ourique                           | SNECI Lourenço Marques                        |                                               |
| 1960/1961                                     | SL Benfica                                    | CA Campo de Ourique                           | CD Paço d'Arcos                               | SNECI Lourenço Marques                        |                                               |
| 1961/1962                                     | Ferroviário Lourenço Marques                  | SL Benfica                                    | Academico FC                                  | Sporting CP                                   |                                               |
| 1964/1965                                     | G.D. CUF                                      | AD Oeiras                                     | C.A. Campo de Ourique                         | S.L. Benfica                                  |                                               |
| 1965/1966                                     | SL Benfica                                    | Ferroviário Lourenço Marques                  | CA Campo de Ourique                           | C Infante de Sagres                           |                                               |
| 1966/1967                                     | SL Benfica                                    | Desportivo Malhangalene                       | Ferroviário Lourenço Marques                  | AC Moçamedes                                  |                                               |
| 1967/1968                                     | SL Benfica                                    | Ferroviário Lourenço Marques                  | FC Porto                                      | Sport Luanda e Benfica                        |                                               |
| 1968/1969                                     | Desportivo Lourenço Marques                   | FC Porto                                      | Sport Luanda e Benfica                        | AC Moçamedes                                  |                                               |
| 1969/1970                                     | SL Benfica                                    | FC Porto                                      | AA Moçambique                                 | Sport Luanda e Benfica                        |                                               |
| 1970/1971                                     | Desportivo Lourenço Marques                   | Ferroviário Lourenço Marques                  | Banco Comercial Angola                        | C Infante de Sagres                           |                                               |
| 1971/1972                                     | SL Benfica                                    | Banco Comercial Angola                        | Ferroviário Lourenço Marques                  | Sporting CP                                   |                                               |
| 1972/1973                                     | Desportivo Lourenço Marques                   | SL Benfica                                    | Banco Comercial Angola                        | Sport Luanda e Benfica                        |                                               |
| Liga portuguesa de primera división           |                                               |                                               |                                               |                                               |                                               |
| 1973/1974                                     | S.L. Benfica                                  | C. Infante de Sagres                          | Sporting C.P.                                 | AD Oeiras                                     |                                               |
| 1974/1975                                     | Sporting C.P.                                 | F.C. Porto                                    | A.D. Valongo                                  | AJ Salesiana                                  |                                               |
| 1975/1976                                     | Sporting C.P.                                 | F.C. Porto                                    | AJ Salesiana                                  | AD Oeiras                                     |                                               |
| 1976/1977                                     | Sporting C.P.                                 | AD Oeiras                                     | A.D. Valongo                                  | F.C. Porto                                    |                                               |
| 1977/1978                                     | Sporting C.P.                                 | AD Oeiras                                     | F.C. Porto                                    | S.L. Benfica                                  |                                               |
| 1978/1979                                     | S.L. Benfica                                  | F.C. Porto                                    | C. Infante de Sagres                          | U.D. Oliveirense                              |                                               |
| 1979/1980                                     | S.L. Benfica                                  | Sporting C.P.                                 | A.D. Valongo                                  | F.C. Porto                                    |                                               |
| 1980/1981                                     | S.L. Benfica                                  | Sporting C.P.                                 | A.D. Valongo                                  | G.D. Sesimbra                                 |                                               |
| 1981/1982                                     | Sporting C.P.                                 | S.L. Benfica                                  | F.C. Porto                                    | A.J. Viana                                    |                                               |
| 1982/1983                                     | F.C. Porto                                    | S.L. Benfica                                  | Sporting C.P.                                 | G.D. Sesimbra                                 |                                               |
| 1983/1984                                     | F.C. Porto                                    | Sporting C.P.                                 | A.J. Viana                                    | S.L. Benfica                                  |                                               |
| 1984/1985                                     | F.C. Porto                                    | Sporting C.P.                                 | AD Sanjoanense                                | GDS Cascais                                   |                                               |
| 1985/1986                                     | F.C. Porto                                    | Sporting C.P.                                 | AD Sanjoanense                                | S.L. Benfica                                  |                                               |
| 1986/1987                                     | F.C. Porto                                    | U.D. Oliveirense                              | Sporting C.P.                                 | S.L. Benfica                                  |                                               |
| 1987/1988                                     | Sporting C.P.                                 | F.C. Porto                                    | C.D. Paço d'Arcos                             | OC Barcelos                                   |                                               |
| 1988/1989                                     | F.C. Porto                                    | OC Barcelos                                   | S.L. Benfica                                  | U.D. Oliveirense                              |                                               |
| 1989/1990                                     | F.C. Porto                                    | OC Barcelos                                   | S.L. Benfica                                  | Sporting C.P.                                 |                                               |
| 1990/1991                                     | F.C. Porto                                    | OC Barcelos                                   | S.L. Benfica                                  | A.D. Valongo                                  |                                               |
| 1991/1992                                     | S.L. Benfica                                  | F.C. Porto                                    | OC Barcelos                                   | A.D. Valongo                                  |                                               |
| 1992/1993                                     | OC Barcelos                                   | F.C. Porto                                    | S.L. Benfica                                  | H.C. Turquel                                  |                                               |
| 1993/1994                                     | S.L. Benfica                                  | OC Barcelos                                   | F.C. Porto                                    | A.D. Valongo                                  |                                               |
| 1994/1995                                     | S.L. Benfica                                  | OC Barcelos                                   | F.C. Porto                                    | A.D. Valongo                                  |                                               |
| 1995/1996                                     | OC Barcelos                                   | S.L. Benfica                                  | F.C. Porto                                    | A.C.R. Gulpilhares                            |                                               |
| 1996/1997                                     | S.L. Benfica                                  | OC Barcelos                                   | U.D. Oliveirense                              | F.C. Porto                                    |                                               |
| 1997/1998                                     | S.L. Benfica                                  | F.C. Porto                                    | C.D. Paço d'Arcos                             | OC Barcelos                                   |                                               |
| 1998/1999                                     | F.C. Porto                                    | OC Barcelos                                   | S.L. Benfica                                  | VSC Barcelinhos                               |                                               |
| 1999/2000                                     | F.C. Porto                                    | OC Barcelos                                   | S.L. Benfica                                  | C.D. Paço d'Arcos                             |                                               |
| 2000/2001                                     | OC Barcelos                                   | S.L. Benfica                                  | F.C. Porto                                    | U.D. Oliveirense                              |                                               |
| 2001/2002                                     | F.C. Porto                                    | S.L. Benfica                                  | OC Barcelos                                   | C. Infante de Sagres                          |                                               |
| 2002/2003                                     | F.C. Porto                                    | OC Barcelos                                   | S.L. Benfica                                  | C. Infante de Sagres                          |                                               |
| 2003/2004                                     | F.C. Porto                                    | OC Barcelos                                   | U.D. Oliveirense                              | C.D. Paço d'Arcos                             |                                               |
| 2004/2005                                     | F.C. Porto                                    | S.L. Benfica                                  | U.D. Oliveirense                              | OC Barcelos                                   |                                               |
| 2005/2006                                     | F.C. Porto                                    | S.L. Benfica                                  | OC Barcelos                                   | A.J. Viana                                    |                                               |
| 2006/2007                                     | F.C. Porto                                    | S.L. Benfica                                  | U.D. Oliveirense                              | OC Barcelos                                   |                                               |
| 2007/2008                                     | F.C. Porto                                    | S.L. Benfica                                  | A.J. Viana                                    | U.D. Oliveirense                              |                                               |
| 2008/2009                                     | F.C. Porto                                    | A.J. Viana                                    | S.L. Benfica                                  | U.D. Oliveirense                              |                                               |
| 2009/2010                                     | F.C. Porto                                    | A.J. Viana                                    | U.D. Oliveirense                              | Candelaria S.C.                               |                                               |
| 2010/2011                                     | F.C. Porto                                    | S.L. Benfica                                  | U.D. Oliveirense                              | Candelaria S.C.                               |                                               |
| 2011/2012                                     | S.L. Benfica                                  | F.C. Porto                                    | Candelaria S.C.                               | U.D. Oliveirense                              |                                               |
| 2012/2013                                     | F.C. Porto                                    | S.L. Benfica                                  | U.D. Oliveirense                              | A.D. Valongo                                  |                                               |
| 2013/2014                                     | A.D. Valongo                                  | S.L. Benfica                                  | F.C. Porto                                    | A.J. Viana                                    |                                               |
| 2014/2015                                     | S.L. Benfica                                  | F.C. Porto                                    | U.D. Oliveirense                              | A.D. Valongo                                  |                                               |
| 2015/2016                                     | S.L. Benfica                                  | F.C. Porto                                    | U.D. Oliveirense                              | Sporting C.P.                                 |                                               |
| 2016/2017                                     | F.C. Porto                                    | S.L. Benfica                                  | U.D. Oliveirense                              | Sporting C.P.                                 |                                               |
| 2017/2018                                     | Sporting C.P.                                 | S.L. Benfica                                  | F.C. Porto                                    | U.D. Oliveirense                              |                                               |
| 2018/2019                                     | F.C. Porto                                    | U.D. Oliveirense                              | Sporting C.P.                                 | S.L. Benfica                                  |                                               |
| 2020/2021                                     | Sporting C.P.                                 | F.C. Porto                                    | OC Barcelos                                   | S.L. Benfica                                  |                                               |
| 2021/2022                                     | F.C. Porto                                    | S.L. Benfica                                  | Sporting C.P.                                 | U.D. Oliveirense                              |                                               |
| 2022/2023                                     | S.L. Benfica                                  | Sporting C.P.                                 | OC Barcelos                                   | F.C. Porto                                    |                                               |
| 2023/2024                                     | F.C. Porto                                    | S.L. Benfica                                  | U.D. Oliveirense                              | Sporting C.P.                                 |                                               |
| 2024/2025                                     | F.C. Porto                                    | OC Barcelos                                   | S.L. Benfica                                  | Sporting C.P.                                 |                                               |

## Palmarés
| Equipo                                                    | 1º | 2º | 3º | 4º | Total |
| --------------------------------------------------------- | -- | -- | -- | -- | ----- |
| Futebol Clube do Porto (Oporto)                           | 26 | 13 | 9  | 4  | 51    |
| Sport Lisboa e Benfica (Lisboa)                           | 24 | 20 | 13 | 10 | 63    |
| Sporting Clube de Portugal (Lisboa)                       | 9  | 6  | 5  | 7  | 27    |
| Clube Desportivo de Paço de Arcos (Paço de Arcos)         | 8  | 7  | 7  | 3  | 25    |
| Hóquei Clube Sintra (Sintra)                              | 4  | 5  | 2  | 2  | 13    |
| Óquei Clube de Barcelos (Barcelos)                        | 3  | 11 | 4  | 3  | 21    |
| Clube Futebol Benfica (Lisboa)                            | 3  | 1  | 3  |    | 7     |
| Grupo Desportivo de Lourenço Marques (Maputo)             | 3  |    |    |    | 3     |
| Clube Ferroviário de Lourenço Marques (Maputo)            | 1  | 3  | 2  |    | 6     |
| Clube Atlético de Campo de Ourique (Lisboa)               | 1  | 3  | 4  |    | 8     |
| Associação Desportiva de Valongo (Valongo)                | 1  |    | 4  | 6  | 11    |
| Grupo Desportivo da CUF (Barreiro)                        | 1  |    |    |    | 1     |
| Clube Infante de Sagres (Oporto)                          |    | 4  | 5  | 11 | 20    |
| Associação Juventude de Viana (Viana do Castelo)          |    | 3  | 2  | 3  | 8     |
| Associação Desportiva de Oeiras (Oeiras)                  |    | 3  |    | 3  | 6     |
| União Desportiva Oliveirense (Oliveira de Azeméis)        |    | 2  | 10 | 7  | 19    |
| Académico Futebol Clube (Oporto)                          |    | 1  | 3  | 2  | 6     |
| Grupo Desportivo Banco Comercial de Angola (Luanda)       |    | 1  | 2  |    | 3     |
| Grupo Dramático e Sportivo Cascais (Cascais)              |    | 1  |    | 1  | 2     |
| Clube Desportivo Malhangalene (Maputo)                    |    | 1  |    |    | 1     |
| Associação Desportiva Sanjoanense (São João da Madeira)   |    |    | 2  |    | 2     |
| Sport Luanda e Benfica (Luanda)                           |    |    | 1  | 2  | 3     |
| Candelária Sport Clube (Candelária)                       |    |    | 1  | 2  | 3     |
| Associação da Juventude Salesiana (Estoril)               |    |    | 1  | 1  | 2     |
| Estrela e Vigorosa Sport (Oporto)                         |    |    | 1  |    | 1     |
| AA Moçambique (Maputo)                                    |    |    | 1  |    | 1     |
| AC Moçamedes (Namibe)                                     |    |    |    | 2  | 2     |
| Grupo Desportivo Sesimbra (Sesimbra)                      |    |    |    | 2  | 2     |
| SNECI Lourenço Marques (Maputo)                           |    |    |    | 2  | 2     |
| Hóquei Clube de Turquel (Turquel)                         |    |    |    | 1  | 1     |
| Associação de Cultura e Recreio Gulpilhares (Gulpilhares) |    |    |    | 1  | 1     |
| Vitória Sport Clube de Barcelinhos (Barcelos)             |    |    |    | 1  | 1     |

## Campeonato Metropolitano
Entre 1966 y 1973 el campeonato portugués incluyó a los clubes de las colonias portuguesas, y se disputaba entre los mejores clasificados del Campeonato Metropolitano, el Campeonato Provincial de Angola y el Campeonato Provincial de Mozambique. El Campeonato Metropolitano era el equivalente a la actual liga portuguesa.
| Año     |                     | Tabla de clasificaciones | Tabla de clasificaciones | Tabla de clasificaciones | Tabla de clasificaciones |
| Año     | Campeón             | Subcampeón               | Tercer clasificado       | Cuarto clasificado       |                          |
| ------- | ------------------- | ------------------------ | ------------------------ | ------------------------ | ------------------------ |
| 1966/67 | SL Benfica          | Académico FC             | Sporting CP              | C Infante de Sagres      |                          |
| 1967/68 | SL Benfica          | FC Porto                 | AD Valongo               | CA Campo de Ourique      |                          |
| 1968/69 | FC Porto            | GD CUF                   | CH Carvalhos             | CD Paço d'Arcos          |                          |
| 1969/70 | SL Benfica          | FC Porto                 | AD Valongo               | CD Paço d'Arcos          |                          |
| 1970/71 | C Infante de Sagres | AJ Salesiana             | FC Porto                 | GD CUF                   |                          |
| 1971/72 | SL Benfica          | Sporting CP              | FC Porto                 | C Infante de Sagres      |                          |
| 1972/73 | SL Benfica          | C Infante de Sagres      | FC Porto                 | Sporting CP              |                          |

## Enlaces
- Página da Federação de Patinagem de Portugal
- Rink-Hockey.net

- Datos: Q2953557